# ぽるぽる
ぽるぽるは、広島県にあるテレビ朝日（ANN）系列放送局である広島ホームテレビ（HOME）のマスコットキャラクター。開局30周年に際してステーションキャッチコピーとキャラクターを公募で選考され、2000年12月1日から同局で使用されている。

## 特徴
- キャラクター登場初期は、地球に似た自然の多い「ぽるぽる星」に住んでいると紹介されていたが、最近の版では、（中国山地の）美しい森の中に住む妖精と紹介されている。
- 黄色一色のからだにアンテナをイメージした黒前髪が一本立っている（電波受信可能）。体色が違う仲間もいる。また最新版では両親と妹の存在が確認されている。
- 2010年12月1日で誕生10周年を迎えた。

## その他
- テレビ放送のオープニングとクロージングにアニメーションが放送される。
  - 2006年以降からの現行版ではテレビの中にある世界（サバンナ）に動物たちと一緒に住んでいて、画面の外に出る事ができる。アニメの最後にコールサインとチャンネルと社名を言っている。
- 2019年2月までHOMEの地上デジタル放送のチャンネルロゴ表示および受信機表示アイコンに採用されていた。

## ぽるぽるシリーズ
ぽるぽるが冠されてぽるぽるが表示、もしくは登場するもの
- ぽるぽるSHOP
- ぽるぽるダンス
- 春日野ぽるぽる住宅展示場 → 展示終了
- ぽるぽるスイーツ
- ぽるぽるチャンネル
- HOMEぽるフェス
- ぽるぽるコラム（デイリースポーツ広島版でHOMEアナウンサーが連載）
- ぽるぽるエンタ
- ぽるぽる動画
- シャレオぽるぽるSTUDIO
- ぽるぽるLIVE → ぽるぽるTVに改名
- ぽるぽる大捜索（ARゲーム）
- ぽるぽるラボ（「超てれ」の後継番組）

### HOMEぽるぽるTV
広島ホームテレビの動画配信サービスの名称。

番組見逃し配信や独自のコンテンツ配信を行っている。

2016年4月18日からは、TOKYO MXの番組をリアルタイム配信する『エムキャス』で主要系列加盟局として異例のリアルタイム配信を行なっていたが、2020年6月7日現在、リアルタイム配信は実施されていない。